# Ha Tinhlangoer
De ha tinhlangoer (Trachypithecus hatinhensis)  is een zoogdier uit de familie van de apen van de Oude Wereld (Cercopithecidae). De wetenschappelijke naam van de soort werd voor het eerst geldig gepubliceerd door Dao in 1970.

## Voorkomen
De soort komt voor in Laos en Vietnam.